# Svjetsko prvenstvo u rukometu za žene – Čehoslovačka 1978.
Svjetsko prvenstvo u rukometu za žene 1978. održano je u Čehoslovačkoj od 30. studenog do 10. prosinca 1978. godine.

## Konačni poredak
- Zlato: DR Njemačka
- Srebro: SSSR
- Bronca : Mađarska

## Vanjske poveznice
- www.ihf.info - SP 1978